# Win32 Thread Information Block
O Win32 Thread Information Block (TIB) é uma estrutura de dados em Win32 no x86 que guarda informações sobre um thread em execução. essa estrutura também é conhecida como Thread Environment Block (TEB).
O TIB não é oficialmente documentado para o Windows 9x. O DDK da série de Windows NT inclui a estrutura NT_TIB no ficheiro de cabeçalho winnt.h que documenta a parte independente do subsistema. O programa Wine inclui declarações para (a parte específica do subsistema de) TIB. Mas tantos programas para Win32 utilizam esses campos não documentados que são efetivamente parte da API. O primeiro campo em particular, é diretamente referenciado pelo código produzido pelo próprio compilador da Microsoft.

## Acessando TIB
Pode ser acedido como offset do registo de segmento FS.
Não é habitual aceder aos campos do TIB através do endereçamento de FS:[0], mas sim obtendo um ponteiro de auto-referência alocado em FS:[0x18].
Exemplos em C com assembly inline para 32-bit x86:
```
// gcc (estilo AT&T inline assembly).

void
 
*
getTIB
()

{

    
void
 
*
pTib
;

    
__asm__
(
"movl %%fs:0x18, %0"
 
:
 
"=r"
 
(
pTib
)
 
:
 
:
 
);

    
return
 
pTib
;

}

```

```
// Microsoft C

void
 
*
getTib
()

{

    
void
 
*
pTib
;

    
__asm
 
{

        
mov
 
EAX
,
 
FS
:
[
0x18
]

        
mov
 
[
pTib
],
 
EAX

    
}

    
return
 
pTib
;

}

```

```
void
 
*
getTib
()

{

    
void
 
*
pTib
 
=
 
(
 
void
 
*
 
)
 
__readfsdword
(
 
0x18
 
);

    
return
 
pTib
;

}

```